# Eduardo de la Peña
Eduardo de la Peña (Minas, Lavalleja, 7 de junio de 1955) es un exfutbolista uruguayo. Debutó profesionalmente en Nacional en 1976 y obtuvo el Campeonato Uruguayo del año siguiente. Integró el plantel de Nacional que en 1980 obtuvo el Campeonato Uruguayo, la Copa Libertadores y la Copa Intercontinental. No jugó el partido definitorio por esta última por estar lesionado.
En 1982 pasó a jugar por los Tecos de Guadalajara de la Primera División de México por dos temporadas, y luego recaló en Huracán de Argentina, donde jugó quince partidos y convirtió un gol.

## Selección nacional
Integró la Selección Uruguaya que participó en la Copa América de 1979 y del plantel campeón de la Copa de Oro de 1980. En total, vistió la camiseta celeste diecinueve veces a lo largo de tres años, marcando un gol.

## Clubes
| Club                 | País      | Año       |
| -------------------- | --------- | --------- |
| Nacional             | Uruguay   | 1976—1982 |
| Tecos de Guadalajara | México    | 1982—1983 |
| Huracán              | Argentina | 1984      |

## Palmarés

### Campeonatos nacionales
| Título                      | Club     | País    | Año  |
| --------------------------- | -------- | ------- | ---- |
| Primera División de Uruguay | Nacional | Uruguay | 1977 |
| Primera División de Uruguay | Nacional | Uruguay | 1980 |
| Liga Mayor                  | Nacional | Uruguay | 1976 |

### Copas internacionales
| Título                | Club                           | País                           | Año  |
| --------------------- | ------------------------------ | ------------------------------ | ---- |
| Copa Libertadores     | Nacional                       | Uruguay                        | 1980 |
| Copa Intercontinental | Nacional                       | Uruguay                        | 1980 |
| Copa de Oro           | Selección de fútbol de Uruguay | Selección de fútbol de Uruguay | 1980 |